# HMS Achates (H12)
HMS Achates (H12) là một tàu khu trục lớp A của Hải quân Hoàng gia Anh Quốc. Nó đã phục vụ trong Chiến tranh Thế giới thứ hai và bị đánh chìm trong Trận chiến biển Barents vào ngày 31 tháng 12 năm 1942

## Thiết kế và chế tạo
Ardent được đặt hàng vào ngày 6 tháng 3 năm 1928 tại xưởng tàu của hãng John Brown & Company ở Clydebank trong khuôn khổ Kế hoạch Hải quân 1927. Nó được đặt lườn vào ngày 11 tháng 9 năm 1928, được hạ thủy một năm sau đó vào ngày 4 tháng 10 năm 1929 và đưa ra hoạt động vào ngày 27 tháng 3 năm 1930.

## Lịch sử hoạt động

### Trận chiến eo biển Đan Mạch
Đầu tháng 5 năm 1941, Bộ Hải quân Anh được cảnh báo rằng thiết giáp hạm Đức Bismarck có thể đột phá vào Bắc Đại Tây Dương, nên Achates được lệnh đi đến Scapa Flow sẵn sàng để bố trí đối phó. Ngay sau nữa đêm ngày 22 tháng 5, Achates khởi hành cùng với các tàu khu trục Electra, Antelope, Anthony, Echo và Icarus để hộ tống tàu chiến-tuần dương Hood và thiết giáp hạm Prince of Wales tiến ra ngăn chặn các lối tiếp cận phía Bắc. Kế hoạch dự định lực lượng sẽ được tiếp nhiên liệu tại Hvalfjord, Iceland, rồi lại lên đường canh phòng eo biển Đan Mạch.
Chiều tối ngày 23 tháng 5, thời tiết trở nên rất xấu; lúc 20 giờ 55 phút, Đô đốc Lancelot Holland bên trên chiếc Hood ra lệnh cho các tàu khu trục: "Nếu các bạn không thể duy trì tốc độ này, tôi sẽ tiếp tục đi mà không có các bạn. Hãy bám theo với tốc độ nhanh nhất." Đến 02 giờ 15 phút ngày 24 tháng 5, các tàu khu trục được lệnh phân tán ra với khoảng cách 15 nmi (28 km) truy tìm lên phía Bắc. Đến 05 giờ 35 phút, Hood trông thấy các con tàu Đức, và không lâu sau đó phía Đức cũng phát hiện đối thủ. Cuộc đụng độ xảy ra lúc 05 giờ 52 phút, và đến 06 giờ 01 phút, Hood chịu đựng một vụ nổ dữ dội làm đắm con tàu chỉ trong vòng hai phút.
Vào lúc đó Achates và các tàu khu trục khác còn ở cách 60 nmi (110 km). Sau khi nghe tin Hood bị đánh chìm, Electra cấp tốc di chuyển, đến hiện trường hai giờ sau đó, hy vọng sẽ cứu được nhiều người. Tuy nhiên, trong số 94 sĩ quan và 1.321 thủy thủ trên chiếc Hood chỉ tìm thấy ba người sống sót; không thể tìm thấy gì khác ngoại trừ mảnh vỡ, gỗ vụn... Electra đã vớt những người sống sót rồi tiếp tục tìm kiếm, có Icarus và Anthony tham gia không lâu sau đó. Sau nhiều giờ tìm kiếm vô ích, các con tàu rời khỏi khu vực.

### Kirkenes và Torch
Vào tháng 7 năm 1941, trong khi chiếm lĩnh vị trí bảo vệ cho các tàu sân bay nhằm chuẩn bị cho cuộc không kích tệ hại xuống Petsamo và Kirkenes ở phía Bắc Na Uy, Achates trúng thủy lôi và bị hư hại nặng, nhưng xoay xở quay trở về cảng và được sửa chữa. Đến ngày 8 tháng 11 năm 1942, trong khi được bố trí ngoài khơi Oran, Algeria cho Chiến dịch Torch, Achates phát hiện và tấn công tàu ngầm của phe Vichy Argonaute, vốn đã tiến ra để tấn công tàu bè Đồng Minh trong khu vực. Những vết dầu loang lớn cùng nhiều bọt khí và mảnh vỡ nổi lên mặt biển là những chứng cớ không chối cải về việc tiêu diệt chiếc tàu ngầm. Sau đó ở một tọa độ khác, Westcott cũng thực hiện một cuộc tấn công, nên cả hai con tàu cùng được ghi nhận chiến công này.

### Trận chiến biển Barents
Ngày 31 tháng 12 năm 1942, Achates đang làm nhiệm vụ hộ tống bảo vệ đoàn tàu vận tải Bắc cực JW 51B trên đường từ Loch Ewe đến Murmansk khi nó bị đánh chìm trong Trận chiến biển Barents. Các tàu tuần dương hạng nặng Đức Admiral Hipper và Lützow cùng sáu tàu khu trục lớn đã xuất kích để tấn công và tiêu diệt đoàn tàu vận tải. Do dù bị hỏa lực vượt trội của đối phương áp đảo, các tàu hộ tống dưới quyền chỉ huy của Đại tá Robert St. Vincent Sherbrooke, đã đánh trả cuộc tấn công và không có chiếc tàu buôn nào bị đánh chìm.
Lúc 11 giờ 15 phút, Achates thả một lần khói để che giấu các tàu vận tải khi nó bị hải pháo của Admiral Hipper bắn trúng, làm thiệt mạng hạm trưởng, Thiếu tá A. H. T. Johns, cùng 40 thành viên thủy thủ đoàn. Đại úy L. E. Peyton-Jones nắm lấy quyền chỉ huy con tàu, và bất chấp phải chịu đựng hư hại nặng nề do đạn pháo đối phương, vẫn tiếp tục nhiệm vụ thả khói. Nó chìm lúc 13 giờ 30 ở vị trí cách 135 nmi (250 km) về phía Đông Đông Nam đảo Bear, khiến 113 người thiệt mạng. Có 81 người sống sót được cứu vớt, một trong số này sau đó qua đời trên chiếc tàu đánh cá Northern Gem vốn đã đi đến để trợ giúp Achates. Đổi lại, tàu tuần dương hạng nhẹ đã gây hư hại Admiral Hipper, và sau đó đánh chìm một trong những chiếc hộ tống cho nó, tàu khu trục Z16 Friedrich Eckoldt.